# Ashfield (Nottinghamshire)
Ashfield is een Engels district in het shire-graafschap (non-metropolitan county OF county) Nottinghamshire en telt 111.387 inwoners. De oppervlakte bedraagt 110 km².
Van de bevolking is 15,7% ouder dan 65 jaar. De werkloosheid bedraagt 4,2% van de beroepsbevolking (cijfers volkstelling 2001).

## Plaatsen in district Ashfield
- Annesley Woodhouse
- Hucknall
- Huthwaite
- Jacksdale
- Kirkby-in-Ashfield
- Stanton Hill
- Sutton-in-Ashfield
- Teversal
- Underwood

## Civil parishesin district Ashfield
- Annesley
- Felley
- Selston